# Oddoniodendron
Oddoniodendron là một chi thực vật có hoa trong họ Đậu.